# Plaça dels Oms
La Plaça dels Oms és una plaça del centre històric de la Seu d'Urgell. La plaça també és anomenada plaça de la Vila, de l'Ajuntament o plaça de la Catedral.

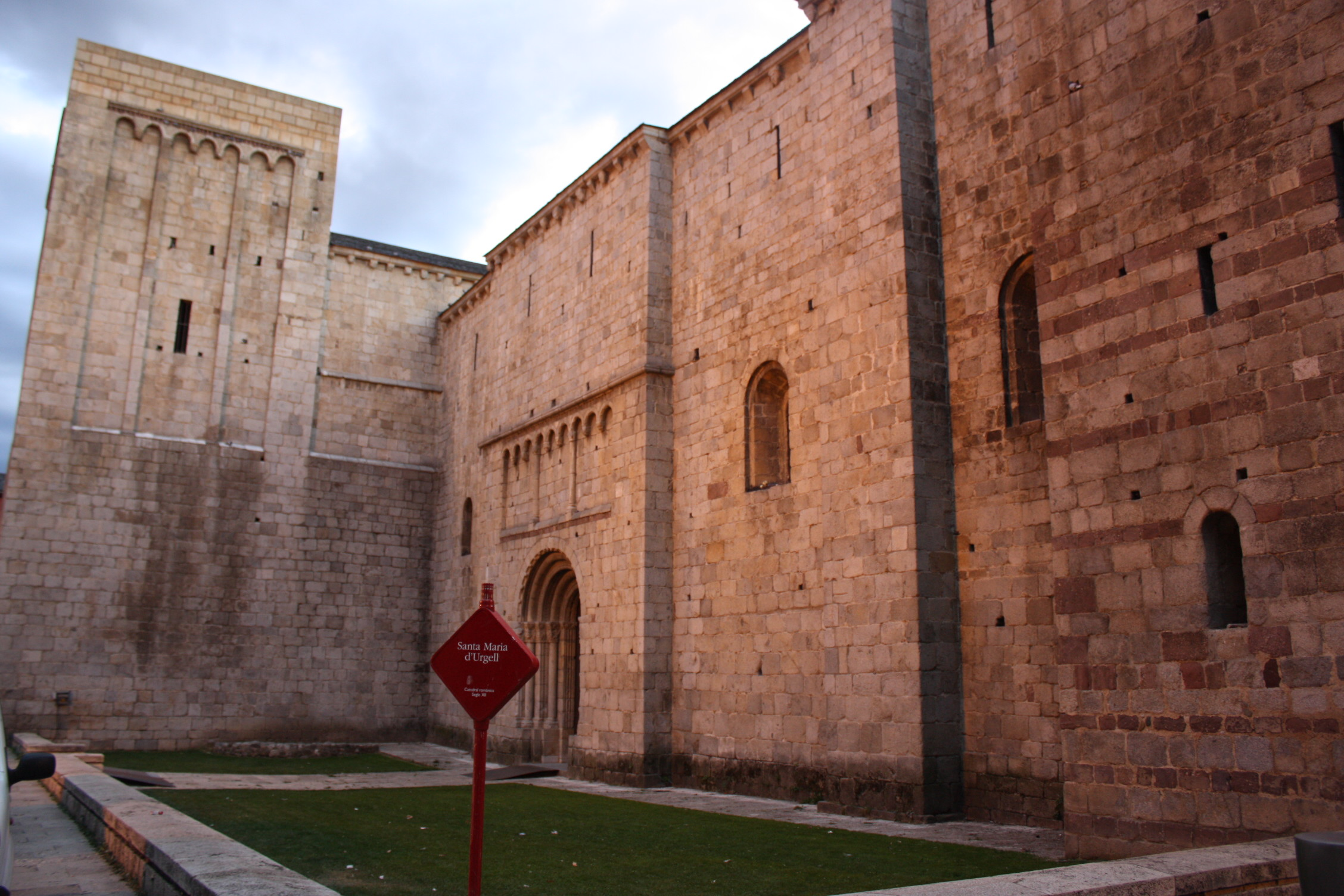
Portal nord de la catedral.

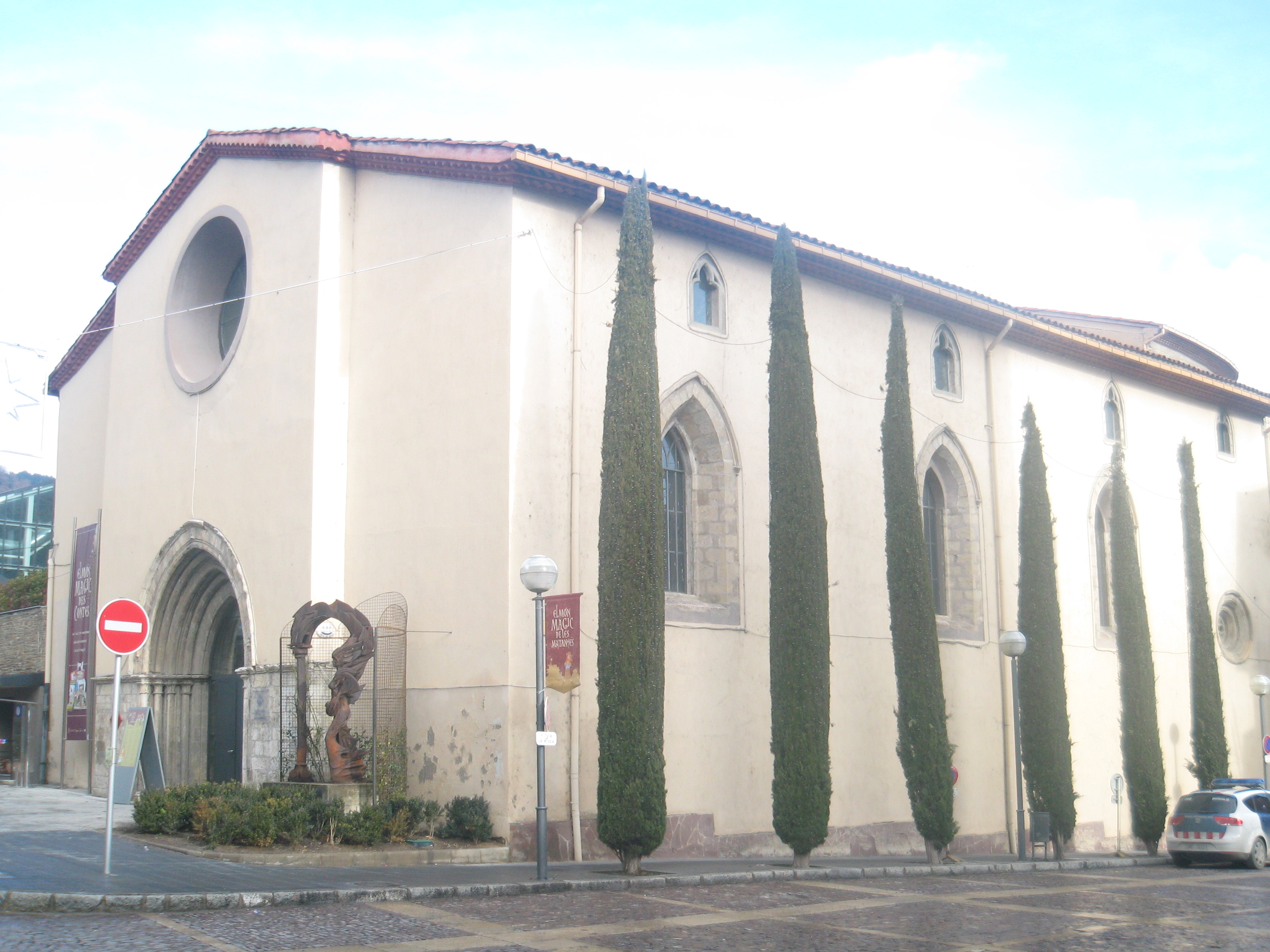
Sala Sant Domènec.

És una de les places més notables de la ciutat, ja que s'hi troben els monuments més importants com la Catedral d'Urgell, la Casa de la Ciutat, l'antiga església i convent de Sant Domènec, aquest últim avui en dia és una sala d'exposicions. A la vora de l'Ajuntament, se situava l'antic portal de Cerdanya. A més, a la plaça neix el Carrer Major, en aquest carrer i a la plaça dels Oms hi té lloc cada dimarts i dissabte el mercat tradicional, i el tercer cap de setmana d'octubre la fira de Sant Ermengol, la fira documentada més antiga de la Península. Fins fa poc, durant la fira, la plaça era l'emplaçament de la carpa on se celebrava la Fira de Formatges Artesans del Pirineu, dins de la de Sant Ermengol, però pel creixement d'ambdues fires, la carpa ha canviat la seva ubicació i ara s'hi emplacen les parades d'artesans.

A partir de la plaça de la Vila o dels Oms, es formà al lloc on establien contacte la vila vella i la nova. A la plaça hi ha algun arbre, tot i que no són oms, sinó que davant de Sant Domènec hi ha diversos xiprers. El terra de la plaça és de pedra. S'anomena d'aquesta manera perquè antigament hi deuria haver oms.
| Sant Domènec           | Ajuntament de la Seu d'Urgell | Carrer de Ramon Llambart             |
| Carrer de Sant Domènec |                               | Catedral de Santa Maria d'Urgell     |
| Espai Ermengol         | Carrer Major                  | Carrer de Santa Maria, Museu Diocesà |

## Jaciment
Al costat nord de la catedral, sota un jardinet de gespa tocant a la Catedral. En aquesta plaça, degut a l'obertura d'un clot per tal d'instal·lar la grua que calia fer servir en les obres de restauració de la Catedral, es documentaren dues tombes de lloses, segurament medievals, així com la fonamentació d'un gran mur que no es va poder seguir i per tant, no se'n va poder precisar la seva funció.